# Pacto Global pela Migração

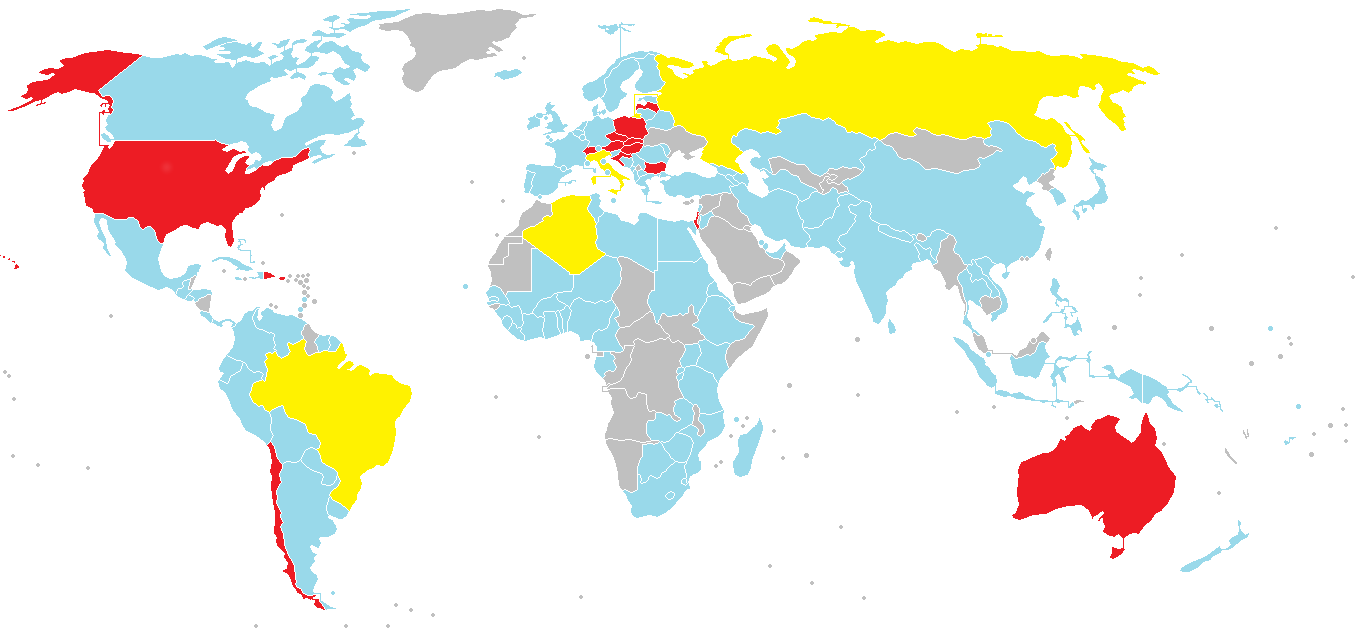
Posição dos países em relação ao pacto em janeiro de 2019:
Adotou o pacto
Não adotou o pacto
Anunciou que irá se retirar do pacto
Sem informação

O Pacto Global para uma Migração Segura, Ordenada e Regular (GCM)  é um acordo intergovernamental promovido pelas Nações Unidas  que visa "melhorar a governação da migração e enfrentar os desafios associados à migração hoje, bem como reforçar a contribuição dos migrantes e a migração para o desenvolvimento sustentável. Foi assinado por 164 países em uma conferência da Organização das Nações Unidas, em Marrakech (Marrocos), em 10 e 11 de Dezembro de 2018. O Pacto Global não é um tratado internacional, e não é formalmente vinculativo para os seus países signatários ao abrigo do Direito internacional. No entanto, como outros acordos semelhantes da ONU, é considerado um compromisso politicamente vinculativo.

## Antecedentes
Em 19 de setembro de 2016, as nações membros da Assembleia Geral das Nações Unidas aprovaram por unanimidade a "Declaração de Nova York para Refugiados e Migrantes". A declaração reconheceu a necessidade de maior cooperação entre as nações para lidar com a migração de forma eficaz. A declaração desencadeou um processo que levou à negociação de um Pacto Global sobre migração.
Uma resolução adotada pela Assembléia Geral da ONU em 6 de abril de 2017 decidiu as modalidades e o prazo para assinar o pacto. O processo acordado nessa resolução consiste nas três fases seguintes:
- Consultas (abril a novembro de 2017): seis sessões em Genebra, Nova Iorque e Viena;
- Avaliação (dezembro de 2017 a janeiro de 2018), levando a um primeiro rascunho ("rascunho zero");
- Negociações Intergovernamentais (fevereiro-julho de 2018) na sede da Organização das Nações Unidas em Nova Iorque

No dia 9 de março de 2017, Louise Arbour foi nomeada pelo Secretário Geral, António Guterres, como representante especial para a migração internacional e, portanto, tem a tarefa de trabalhar com as nações e partes interessadas para desenvolver o pacto.

Logotipo em espanhol

## Conteúdo
O acordo contém 23 metas e compromissos, incluindo a recolha e utilização de dados anônimos estão incluídos para desenvolver políticas de migração com base em evidências, garantindo que todos os migrantes têm prova de identidade, aumentar a disponibilidade e flexibilidade para a migração regular, promover a cooperação para rastrear os migrantes perdidos e salvar vidas, garantir o acesso aos serviços básicos para os migrantes, e estabelecer regras para a inclusão plena dos migrantes e a coesão social.
O pacto não faz distinção entre os direitos concedidos aos migrantes regulares e irregulares, ou entre migrantes econômicos e refugiados.

## Posicionamento dos países

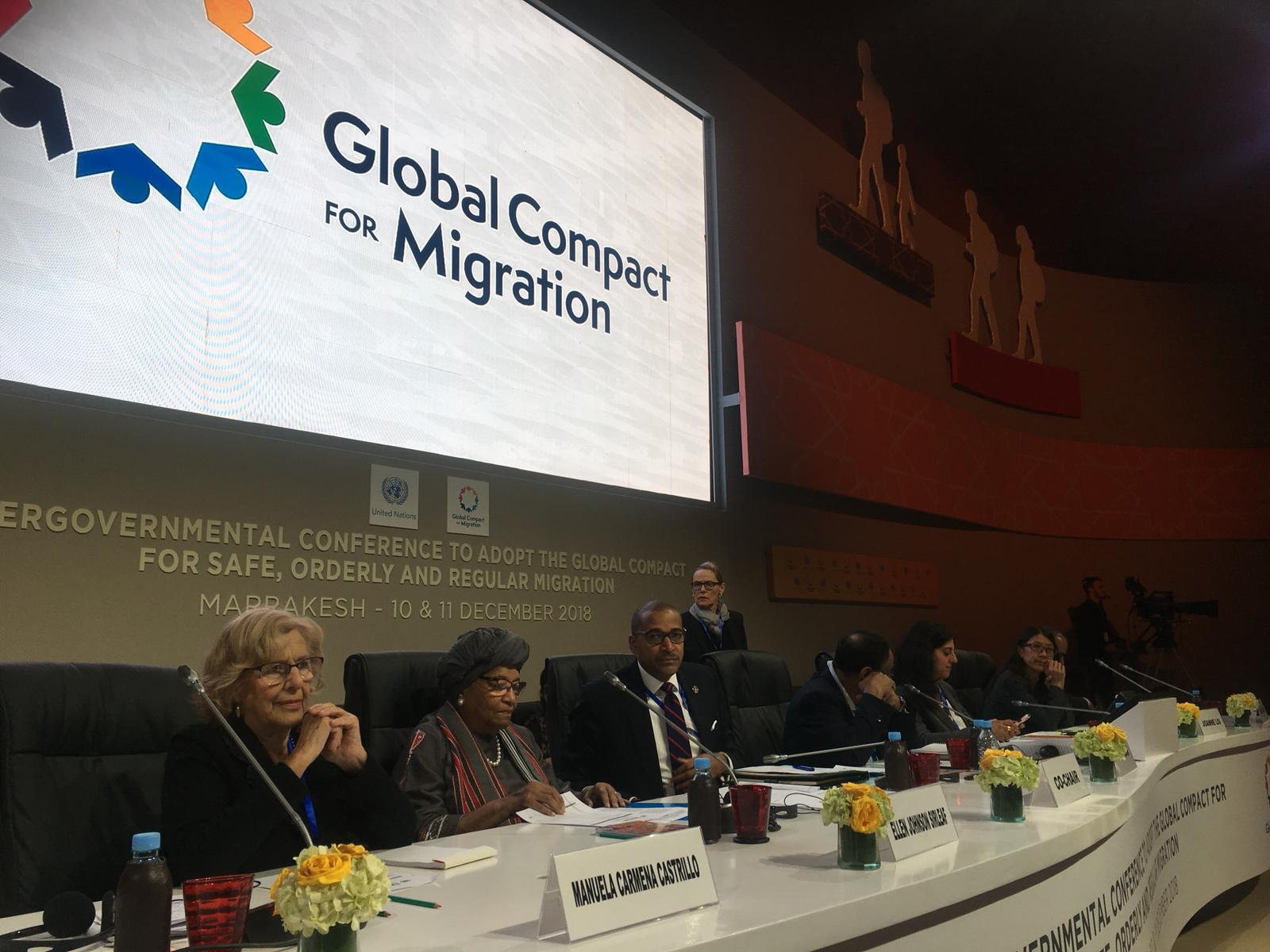
Reunião da Global Compact for Migration em Marrocos - 11 de Dezembro de 2018

Os Estados Unidos não participaram da negociação do acordo, por ordem do presidente Donald Trump. Além dos norte-americanos, a Áustria, Austrália, Bulgária, Chile, Croácia, República Checa, República Dominicana, Estônia, Hungria, Itália, Israel, Letónia, Lituânia, Polônia, Eslováquia e Suíça não compareceram à conferência internacional e nem assinaram o pacto. 
A assinatura do pacto levou ao colapso do governo belga e à renúncia do primeiro-ministro, Charles Michel, dias depois.
Em dezembro de 2018, o Brasil anunciou que iria se retirar do pacto, sob as ordens do presidente Jair Bolsonaro. No dia 8 de Janeiro de 2019, a BBC relevou que o Ministério das Relações Exteriores havia enviado telegramas informando a saída do Brasil no pacto. Com a posse do presidente Lula em 2023, que estreiou seu terceiro mandato sob o slogan de governo "União e reconstrução", o Itamaraty comunicou oficialmente o retorno do país ao Pacto Global, reforçando "o compromisso do Governo brasileiro com a proteção e a promoção dos direitos dos mais de 4 milhões de brasileiros que vivem no exterior".